# Sueños (álbum de Saurom)
Sueños es el octavo álbum de la banda española de Folk Metal, Saurom, lanzado el 2 de octubre de 2015 bajo el sello discográfico Maldito Records. El álbum está compuesto por dos discos, denominados "Las Caricias Del Alma" y “La Partitura Secreta”.
Previo a la publicación del álbum, el grupo lanzó adelantos en forma de videoclips de los temas "Paz", "Sueños Perdidos", "Vive" y "La musa y el espíritu".
La portada está realizada por su colaborador habitual Daniel López, realizada con técnica de aerografía y acrílico, representa a un hada y un juglar, y cuyo significado es la inspiración que busca un músico en su musa.
Para presentar el álbum en directo, la banda se embarcó en una gira llamada "Gira Sueños", que les llevó a viajar entre los años 2015 y 2016 por la geografía española y gran parte de América, participando en festivales como Leyendas del Rock, Viña Rock o Ginetarock entre otros. En América visitaron todo el continente, pasando por Ecuador, Bolivia, Perú, México, y en Estados Unidos visitaron Nueva York, Chicago o California.
De esta gira se destaca la grabación del concierto realizado el 9 de abril de 2016 en el Real Teatro de Las Cortes de San Fernando (Cádiz), el cual se materializó en un doble álbum en directo y DVD titulado "20... Al Mundo De Los Sueños"

## Lista de canciones
| Disco 1: Las Caricias Del Alma |                                                                        |                  |                                           |          |  |
| N.º                            | Título                                                                 | Letras           | Música                                    | Duración |  |
| 1.                             | «Camino a las estrellas»                                               | Narci Lara       | Francisco Garrido, Narci Lara, Raúl Rueda | 02:36    |  |
| 2.                             | «Paz»                                                                  | Narci Lara       | Narci Lara                                | 4:31     |  |
| 3.                             | «El Carnaval Del Diablo»                                               | Narci Lara       | Narci Lara                                | 3:49     |  |
| 4.                             | «Músico De Calle»                                                      | Narci Lara       | Juan Garrido, Raúl Rueda                  | 3:42     |  |
| 5.                             | «La Isla De Los Hombres Solos»                                         | Narci Lara       | Narci Lara, Santi Carrasco                | 5:11     |  |
| 6.                             | «Las Caricias Del Alma»                                                | Narci Lara       | Raúl Rueda                                | 1:15     |  |
| 7.                             | «El Elixir»                                                            | Miguel A. Franco | Raúl Rueda                                | 4:05     |  |
| 8.                             | «Dalia»                                                                | Miguel A. Franco | Raúl Rueda                                | 3:40     |  |
| 9.                             | «¡Vive!»                                                               |                  |                                           | 3:26     |  |
| 10.                            | «El Duende En La Ventana» (Adaptada por Alberto Domínguez y Tito Lara) |                  | John Playford                             | 0:50     |  |
| 11.                            | «El Reino De Las Hadas»                                                | Narci Lara       | Narci Lara                                | 4:26     |  |
| 12.                            | «Soñando Contigo»                                                      | Miguel A. Franco | Miguel A. Franco, Raúl Rueda              | 4:23     |  |
| 13.                            | «Más Allá Del Sendero Dorado»                                          |                  | Francisco Garrido                         | 1:58     |  |
| 43:51                          |                                                                        |                  |                                           |          |  |

| Disco 2: La Partitura Secreta |                                                                |                          |                                          |          |  |
| N.º                           | Título                                                         | Letras                   | Música                                   | Duración |  |
| 1.                            | «El círculo juglar»                                            | Juan Garrido             | Juan Garrido                             | 03:43    |  |
| 2.                            | «Náufrago»                                                     | Miguel A. Franco         | Raúl Rueda                               | 04:48    |  |
| 3.                            | «El beso»                                                      | Narci Lara               | Narci Lara                               | 03:34    |  |
| 4.                            | «Bella luna»                                                   | Juan Garrido             | Juan Garrido                             | 01:13    |  |
| 5.                            | «Pintor de suspiros»                                           | Miguel A. Franco         | Miguel A. Franco                         | 03:52    |  |
| 6.                            | «Memorias de un héroe»                                         | Juan Garrido, Raúl Rueda | Juan Garrido, Raúl Rueda                 | 04:23    |  |
| 7.                            | «¡Por fin viernes!»                                            | Narci Lara               | Narci Lara                               | 03:22    |  |
| 8.                            | «Sueños perdidos»                                              | Narci Lara               | Narci Lara, Santi Carrasco               | 03:20    |  |
| 9.                            | «La partitura secreta»                                         |                          | Tito Lara                                | 00:51    |  |
| 10.                           | «Rosa negra»                                                   | Miguel A. Franco         | Miguel A. Franco                         | 03:35    |  |
| 11.                           | «Latinoamérica juglar»                                         | Narci Lara               | Narci Lara                               | 03:47    |  |
| 12.                           | «La mujer dormida (La leyenda de Popocatépetl y Iztaccíhuatl)» | Narci Lara               | Antonio Ruiz, Narci Lara, Santi Carrasco | 04:40    |  |
| 13.                           | «Dulces sueños»                                                | Narci Lara               | Tito Lara                                | 01:17    |  |
| 14.                           | «La musa y el espíritu (Sueños)» (Bonus Track)                 | Narci Lara               | Narci Lara                               | 03:58    |  |
| 46:23                         |                                                                |                          |                                          |          |  |

## Créditos

### Saurom
- Miguel Ángel Franco: voz, coros
- Raúl Rueda: guitarra solista, guitarra rítmica, guitarra acústica, mandolina, percusión, coros, sampler
- Narci Lara: guitarra rítmica, guitarra acústica, whistle, flauta travesera, violín, gaitas, laúd, coros
- José Antonio Gallardo: bajo
- Santi Carrasco: teclados, piano, acordeón, whistle, coros
- Antonio Ruiz: batería

### Artistas invitados
- Epi Pacheco: percusión
- Francisco Garrido "Frank MacAllister": gaita irlandesa, flauta irlandesa, low whistle, acordeón, violín
- Daniela López Acosta: voz
- José Figueruela Fernández "Figue": voces "vikingas Y trollescas"
- Javier Rondán: guitarra solista, mandolina
- Julia Medina: voz y coros
- Tito Lara: guitarra española, ukelele
- Alberto Domínguez "Pachito": flautín
- Juan Garrido "John MacAllister": bajo, guitarra acústica, teclados, voz, coros
- Celia Mesa García: voz
- Mar Gabarre "Musgö": arpa

### Coro infantil en "Paz":
- Belén Vela Panés
- Daniela López Acosta
- Lucia Fuentes Piñero
- Pablo Lorenzo Panés
- Sofia López Bernal
- Victoria Vela Panés

### El Batallón de Mordor (Coro)
- Ale Rodríguez Rivero “The Botijus”: bajo
- César Serrano: bajo
- Daniel Fierro Cantero: bajo
- Paco “HobButron” Vela: bajo
- Alberto Suárez Castrillo: tenor
- Enrique Diago Pulido: tenor
- Jerónimo Moreno Martínez: tenor
- Juan Luis Lorenzo Gómez: tenor

- Mónica Padilla Daza: contralto
- Sara Coello Gaviño: contralto
- Carmen Panés Benítez: soprano
- María Gallardo Astorga: soprano
- Pilar Cano Révora: soprano

### Personal Técnico
- Daniel López: arte gráfico, fotografía
- Javier Rondán: grabación, mezcla, masterización
- Narci Lara: producción, mezcla, textos y relatos
- Raúl Rueda: producción, grabación, mezcla
- Miguel Ángel Franco: grabación, textos y relatos